# Hilton Waikoloa Village USTA Challenger 2001
L'Hilton Waikoloa Village USTA Challenger 2001 è stato un torneo di tennis facente parte della categoria ATP Challenger Series nell'ambito dell'ATP Challenger Series 2001. Il torneo si è giocato a Waikoloa negli Stati Uniti dal 22 al 28 gennaio 2001 su campi in cemento.

## Vincitori

### Singolare
Andy Roddick ha battuto in finale  James Blake con il punteggio di 1–6, 6–3, 6–1

### Doppio
Paul Goldstein /  Jim Thomas hanno battuto in finale  Mike Bryan /  Paradorn Srichaphan con il punteggio di 3–6, 6–4, 6–3